# Werner Hasselblatt

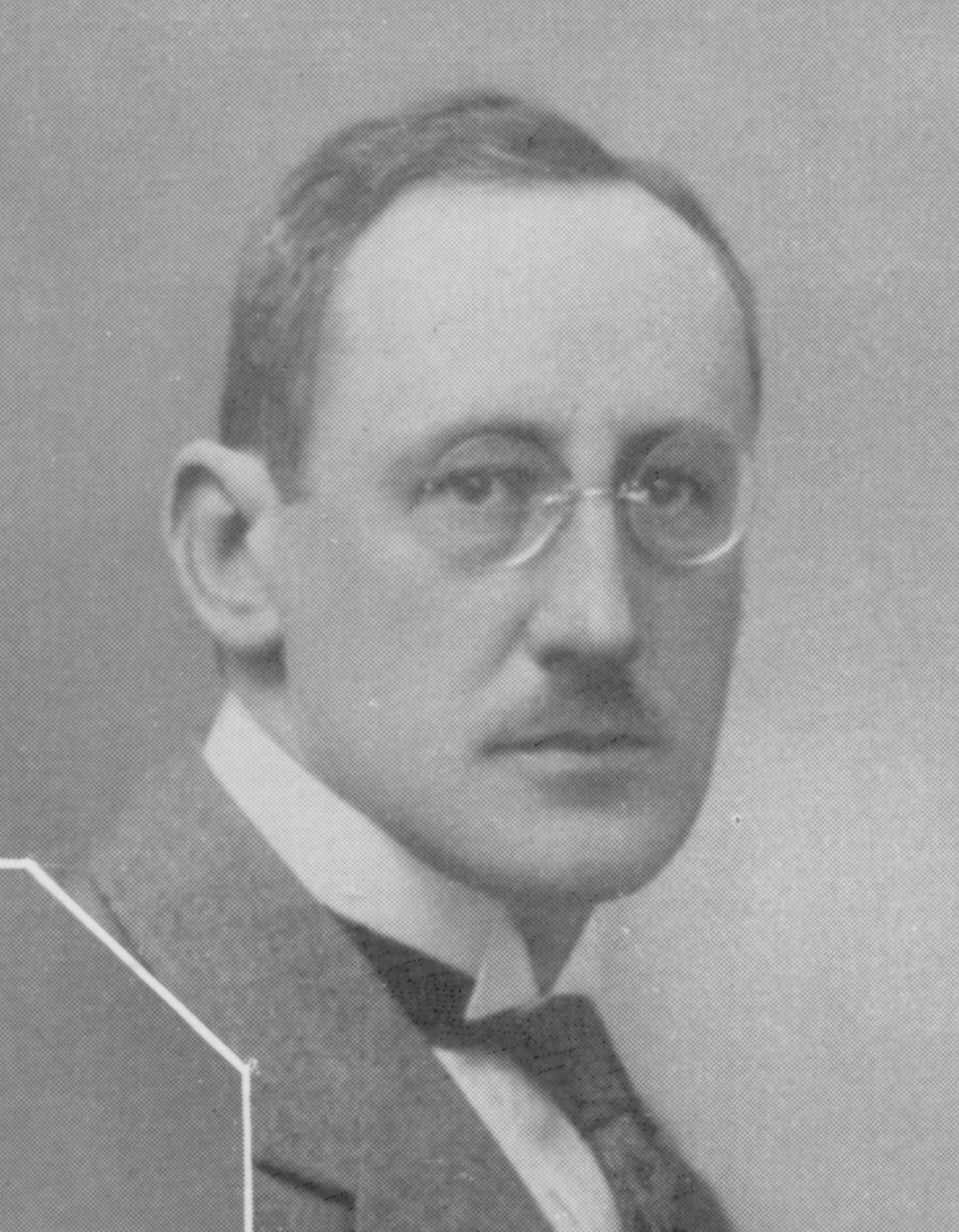
Werner Hasselblatt, um 1930

Werner Richard Karl Hasselblatt (* 10. Junijul. / 22. Juni 1890greg. in Dorpat, Estland; † 24. Januar 1958 in Lüneburg) war ein deutsch-baltischer Jurist und Politiker. 

## Leben

### Herkunft und Familie
Werner Hasselblatt war Sohn des Historikers und Journalisten Arnold Hasselblatt.
1921 heiratete er Ingeborg von Knorring.

### Werdegang
Er studierte 1908 bis 1912 an der Kaiserlichen Universität Dorpat und begann seine berufliche Laufbahn in Dorpat als Rechtsanwalt und Friedensrichter. Während des russischen Bürgerkrieges kämpfte er im Baltenregiment gegen die Rote Armee. Hasselblatt war Vorstandsmitglied der Deutsch-baltischen Partei, die er von 1923 bis 1932 als Abgeordneter im Riigikogu vertrat. 1925 beteiligte er sich an der Gründung des Europäischen Nationalitätenkongresses sowie maßgeblich an der Ausarbeitung des Gesetzes über die Kulturautonomie der nationalen Minderheiten in Estland. Von 1931 bis 1945 war er Geschäftsführer und zeitweise Vorsitzender des Verbandes der deutschen Volksgruppen in Europa. Dessen Hauptsitz verlegte er 1932 von Wien nach Berlin, wo er fortan lebte.

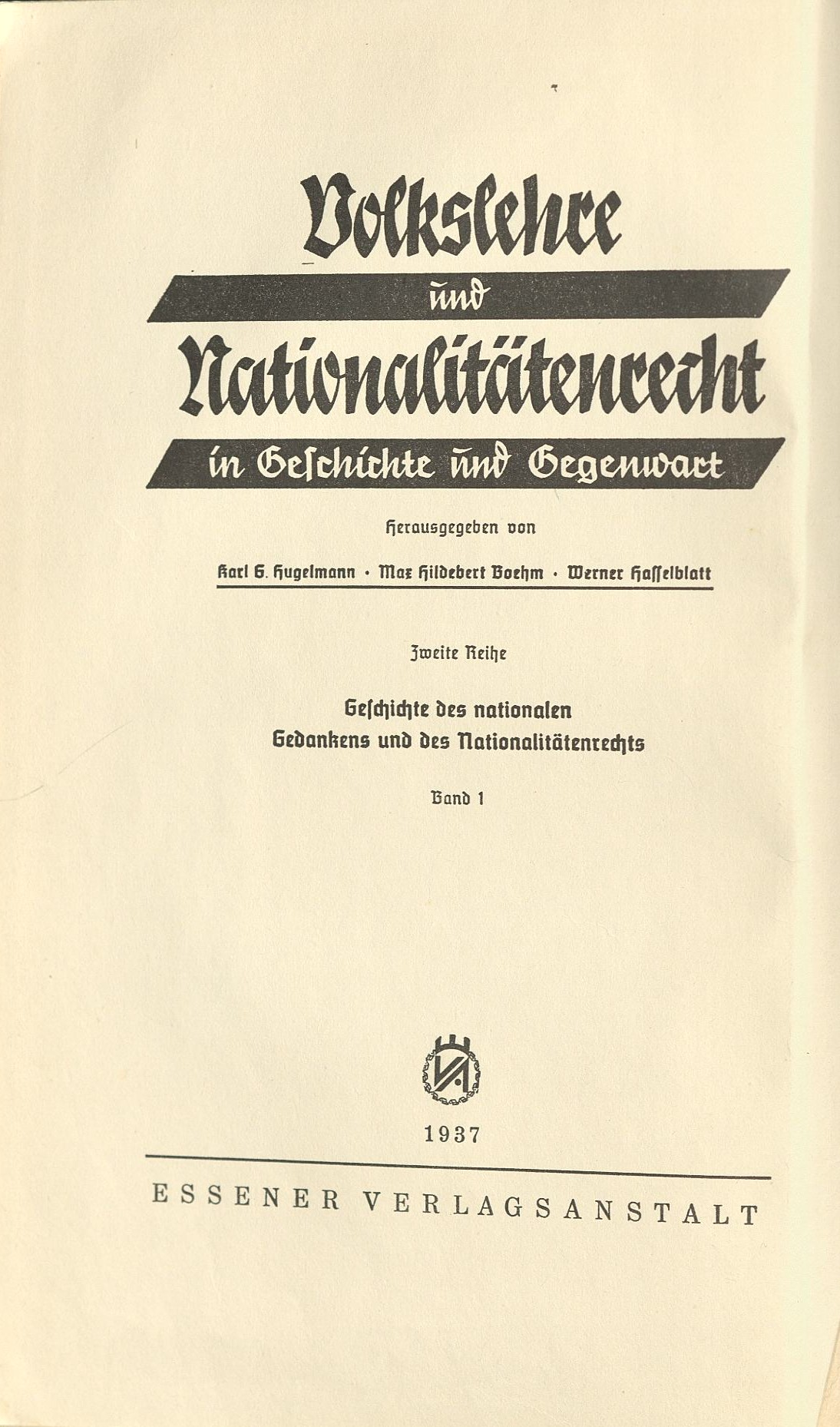
Mitherausgeber

Hasselblatt galt als Sympathisant der nationalsozialistischen Volkstumspolitik. Seit Anfang 1933 war er Mitglied des Volksdeutschen Rats sowie Begründer und späteres Mitglied der Nationenrechtlichen Arbeitsgemeinschaft der Akademie für Deutsches Recht. Im April 1933 übernahm der Verband der deutschen Volksgruppen in Europa die Herausgeberschaft der Zeitschrift Nation und Staat, in welcher Hasselblatt regelmäßig Artikel über die Minderheitenproblematik verfasste. Wiederholt setzte er sich darin für eine konsequente Trennung national-kultureller Belange von allgemein-staatlichen Angelegenheiten ein. Ab Oktober 1942 zeichnete nicht mehr der Verband, sondern nur noch Werner Hasselblatt als Herausgeber.
Ein wesentlicher Teil seiner Arbeit bestand in der Erstellung von Gutachten und Denkschriften, in denen er Forderungen nach Grenzrevisionen unterstützte. Während des Zweiten Weltkriegs lieferte er Beiträge zur deutschen Bevölkerungspolitik in Osteuropa. Obwohl sich nach Ansicht von Historikern Hasselblatt nicht als Vordenker oder Befürworter der Vernichtungspolitik charakterisieren lässt, bemängelte er in seinen Arbeiten nicht den Unrechtsgehalt der Besatzungspolitik in Osteuropa, vielmehr forderte er effektivere Organisationsformen.
1945 zog er mit seiner Familie nach Lüneburg, wo er 1958 starb.